# 153-тя гренадерська дивізія (Третій Рейх)
153-тя гренадерська дивізія (Третій Рейх) (нім. 153. Grenadier-Division) — гренадерська дивізія Вермахту за часів Другої світової війни. У травні 1945 розгромлена радянськими військами на території Чехії під Німецькими Бродами.

## Історія
153-тя гренадерська дивізія утворена у лютому 1945 на території Угорщини. Билася на Східному фронті, у травні 1945 розгромлена радянськими військами під час Моравсько-Остравської операції під Німецькими Бродами.

## Райони бойових дій
- Угорщина, Чехословаччина (лютий — травень 1945).

### Підпорядкованість
| Час     | Корпус      | Армія              | Група армій (округ)   | Штаб           |
| ------- | ----------- | ------------------ | --------------------- | -------------- |
| 1945    |             |                    |                       |                |
| лютий   | z. Vfg.     | z. Vfg.            | Група армій «Південь» | Угорщина       |
| квітень | XXIX-й ак   | 1-ша танкова армія | Група армій «Центр»   | Словаччина     |
| травень | XXXXIX-й гк | 1-ша танкова армія | Група армій «Центр»   | Німецькі Броди |

### Склад
| Вересень 1942                         |
| ------------------------------------- |
| 715-й гренадерський полк              |
| 716-й гренадерський полк              |
| 717-й гренадерський полк              |
| 453-й артилерійський полк             |
| 153-й фузілерний батальйон            |
| 153-й інженерний батальйон            |
| 153-й полк матеріального забезпечення |